# ストレートワイヤー法
ストレートワイヤー法（ストレートワイヤーほう、Straight-wire appliance）は、歯列矯正のマルチブラケット法の一つ。Andrews L.F. によって1960年に発表された。エッジワイズ法の発展型の一つとなる治療法。
ストレートワイヤー法は、ブラケットに様々な情報を組み込むことでアーチワイヤーに対する屈曲を減じていることを特徴とする。現代の矯正歯科治療において半数以上がこの方法に移行ないしは、一部採用していると言われている。